# Aplonis cinerascens
Aplonis cinerascens е вид птица от семейство Скорецови (Sturnidae). Видът е световно застрашен, със статут Уязвим.

## Разпространение
Видът е разпространен в Острови Кук.